# Harnes
Harnes és un municipi francès situat al departament del Pas de Calais i a la regió dels Alts de França. L'any 2007 tenia 12.922 habitants.

## Demografia

### Població
El 2007 la població de fet de Harnes era de 12.922 persones. Hi havia 5.012 famílies de les quals 1.446 eren unipersonals (421 homes vivint sols i 1.025 dones vivint soles), 1.344 parelles sense fills, 1.628 parelles amb fills i 594 famílies monoparentals amb fills.
La població ha evolucionat segons el següent gràfic:
Habitants censats

### Habitatges
El 2007 hi havia 5.425 habitatges, 5.128 eren l'habitatge principal de la família, 3 eren segones residències i 295 estaven desocupats. 4.715 eren cases i 653 eren apartaments. Dels 5.128 habitatges principals, 2.278 estaven ocupats pels seus propietaris, 2.397 estaven llogats i ocupats pels llogaters i 453 estaven cedits a títol gratuït; 73 tenien una cambra, 335 en tenien dues, 726 en tenien tres, 1.773 en tenien quatre i 2.220 en tenien cinc o més. 3.533 habitatges disposaven pel capbaix d'una plaça de pàrquing. A 2.426 habitatges hi havia un automòbil i a 1.297 n'hi havia dos o més.

### Piràmide de població
La piràmide de població per edats i sexe el 2009 era:
| Homes | Edats   | Dones |
| ----- | ------- | ----- |
| 8     | 95 o +  | 8     |
| 0     | 90 a 94 | 44    |
| 44    | 85 a 89 | 120   |
| 68    | 80 a 84 | 156   |
| 204   | 75 a 79 | 356   |
| 308   | 70 a 74 | 432   |
| 244   | 65 a 69 | 372   |
| 260   | 60 a 64 | 312   |
| 316   | 55 a 59 | 292   |
| 428   | 50 a 54 | 412   |
| 484   | 45 a 49 | 428   |
| 512   | 40 a 44 | 512   |
| 416   | 35 a 39 | 444   |
| 420   | 30 a 34 | 420   |
| 492   | 25 a 29 | 472   |
| 424   | 20 a 24 | 440   |
| 565   | 15 a 19 | 488   |
| 548   | 10 a 14 | 496   |
| 520   | 5 a 9   | 424   |
| 396   | 0 a 4   | 372   |

## Economia
El 2007 la població en edat de treballar era de 8.295 persones, 5.173 eren actives i 3.122 eren inactives. De les 5.173 persones actives 4.071 estaven ocupades (2.294 homes i 1.777 dones) i 1.102 estaven aturades (593 homes i 509 dones). De les 3.122 persones inactives 762 estaven jubilades, 850 estaven estudiant i 1.510 estaven classificades com a «altres inactius».

### Ingressos
El 2009 a Harnes hi havia 5.117 unitats fiscals que integraven 13.002 persones, la mediana anual d'ingressos fiscals per persona era de 13.310 €.

### Activitats econòmiques
Dels 342 establiments que hi havia el 2007, 6 eren d'empreses extractives, 11 d'empreses alimentàries, 1 d'una empresa de fabricació d'elements pel transport, 17 d'empreses de fabricació d'altres productes industrials, 36 d'empreses de construcció, 98 d'empreses de comerç i reparació d'automòbils, 14 d'empreses de transport, 20 d'empreses d'hostatgeria i restauració, 2 d'empreses d'informació i comunicació, 17 d'empreses financeres, 10 d'empreses immobiliàries, 42 d'empreses de serveis, 40 d'entitats de l'administració pública i 28 d'empreses classificades com a «altres activitats de serveis».
Dels 79 establiments de servei als particulars que hi havia el 2009, 1 era una comissaria de policia, 1 oficina de correu, 3 oficines bancàries, 6 funeràries, 7 tallers de reparació d'automòbils i de material agrícola, 1 taller d'inspecció tècnica de vehicles, 3 autoescoles, 6 paletes, 1 guixaire pintor, 2 fusteries, 9 lampisteries, 7 electricistes, 1 empresa de construcció, 13 perruqueries, 2 veterinaris, 1 agència de treball temporal, 10 restaurants, 2 agències immobiliàries, 1 tintoreria i 2 salons de bellesa.
Dels 35 establiments comercials que hi havia el 2009, 5 eren supermercats, 1 un supermercat, 4 botiges de menys de 120 m², 5 fleques, 5 carnisseries, 7 botigues de roba, 2 sabateries, 1 una sabateria, 1 una perfumeria i 4 floristeries.
L'any 2000 a Harnes hi havia 7 explotacions agrícoles.

## Equipaments sanitaris i escolars
El 2009 hi havia 2 centres de salut, 6 farmàcies i 3 ambulàncies.
El 2009 hi havia 6 escoles maternals i 5 escoles elementals. Harnes disposava d'un col·legi d'educació secundària amb 651 alumnes.

## Poblacions més properes
El següent diagrama mostra les poblacions més properes.